# Cuphea caesariata
Cuphea caesariata là một loài thực vật có hoa trong họ Lythraceae. Loài này được S.A.Graham mô tả khoa học đầu tiên năm 1988.